# Villa O'Higgins
Villa O'Higgins je obec v Chile, patřící do regionu Aysén. Založena byla roku 1966 a svůj název dostala podle vojevůdci Bernardu O'Higginsovi. Se zbytkem země obec spojuje silnice Carretera Austral, která až sem byla dovedena roku 2000 (do té doby vedla pouze do 120 kilometrů vzdáleného Puerto Yungay). V letním období odtud jezdí lodě do osady Candelario Mancilla, odkud je možné dojít pěšky do Argentiny (silnice zde nevede).